# Myohyrax
Il mioirace (gen. Myohyrax) è un mammifero estinto appartenente ai macroscelidi. Visse nel Miocene inferiore (circa 20 - 16 milioni di anni fa) e i suoi resti fossili sono stati ritrovati in Africa.

## Descrizione
Questo animale doveva essere vagamente simile a un odierno toporagno elefante del genere Rhynchocyon, sia come aspetto che come dimensioni. Tuttavia le specializzazioni craniche e dentarie erano molto differenti. La dentatura, in particolare, era decisamente aberrante: gli incisivi superiori erano molto grandi e diretti in avanti, con lo smalto situato esclusivamente sulla superficie labiale, mentre premolari e molari erano dotati di corone alte (ipsodonti) e fornite di fossette sulla sommità. La mandibola era caratterizzata da una parte posteriore eccezionalmente alta e robusta, e in generale il cranio doveva essere compatto e alto, con un muso probabilmente corto.  
Rispetto all'assai simile Protypotheroides, Myohyrax era dotato di incisivi superiori fortemente arcuati e forniti di tre solchi nell'apice dentale. 

## Classificazione
Myohyrax è il genere eponimo della famiglia Myohyracidae, un enigmatico gruppo di macroscelidi dalla dentatura fortemente ipsodonte e simile a quella degli ungulati. Inizialmente Myohyrax era infatti stato scambiato per un irace da C. W. Andrews, che nel 1914 descrisse la specie tipo Myohyrax oswaldi sulla base di resti fossili rinvenuti nella zona di Karungu in Kenya. Altri fossili attribuiti a M. oswaldi sono stati in seguito rinvenuti a Fort Ternan, sempre in Kenya, ma anche in Namibia e in Uganda. Un'altra specie di dimensioni maggiori (M. pickfordi) è stata descritta nel 2008 sulla base di resti della dentatura provenienti dal Miocene inferiore di Sperrgebiet in Namibia.

## Paleoecologia
I denti fortemente ipsodonti di Myohyrax, così come la mandibola molto robusta, indicano che questo animale doveva nutrirsi di materiale duro e fibroso, come erba o semi; gli attuali macroscelidi, invece, si nutrono solitamente di insetti. Le caratteristiche delle ossa postcraniche indicano che Myohyrax fosse un animale adatto alla corsa e al salto, e che vivesse in ambienti di savana.